# Гроші лепрозоріїв
Гроші лепрозоріїв — особливі випуски платіжних засобів (токени, бони або ваучери), які використовувалися виключно на території лепрозоріїв (санаторіїв для хворих на проказу) через страх, що гроші могли переносити проказу і заражати інших людей. Відповідно до сучасних знань, проказа не передається при повсякденних контактах або зіткненні з об'єктами; фактична передача відбувається тільки через довгостроковий постійний, тісний контакт з прокаженими, а не через контакт з предметами побуту, якими користуються хворі.
Спеціальні гроші для лепрозоріїв використовувалися в період з 1901 по 1955.
Первісною причиною випуску грошей для лепрозоріїв була профілактика лепри у здорових людей. У 1938 році Доктор Гордон Олександр Райрі в Малайзії довів, що паперові гроші не були заражені лепрозною бактерією, після цього всього банкноти лепрозоріїв в цій країні було знищено (спалено).

## Перші спеціальні гроші

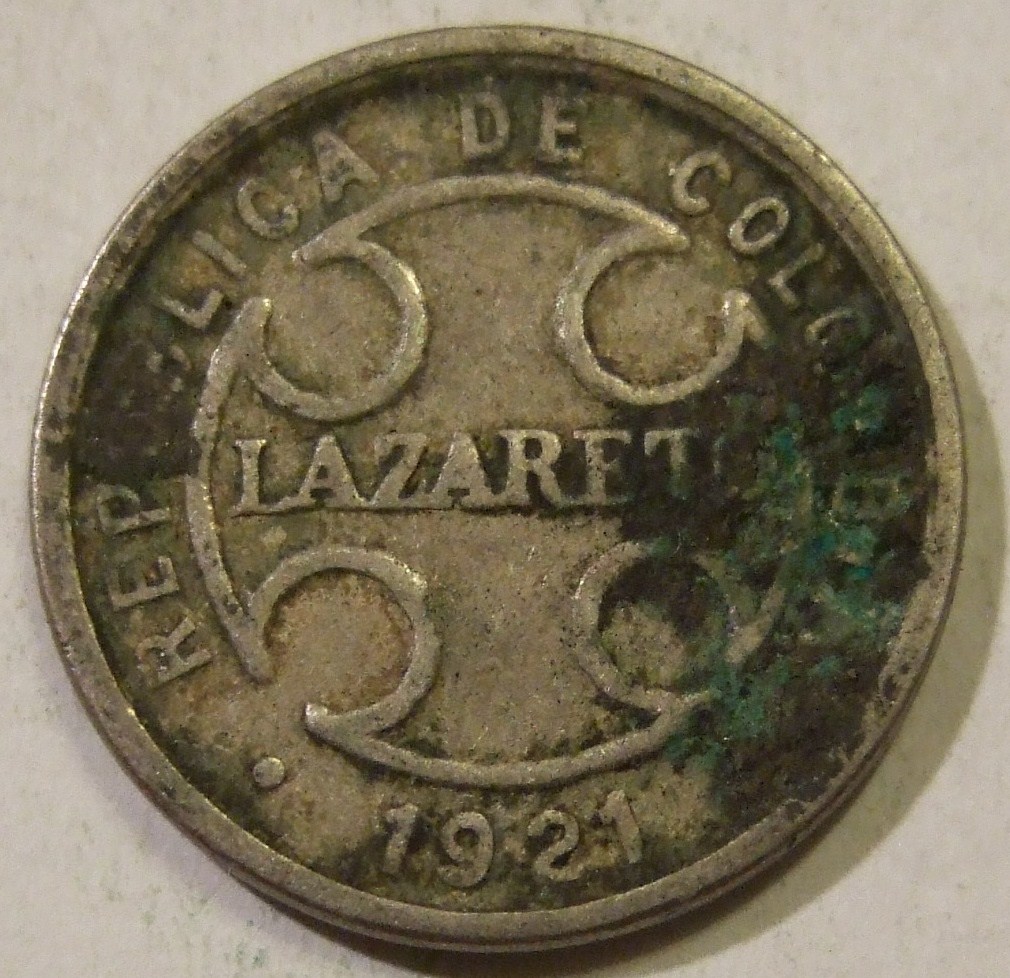
1921, монета 2 сентаво, Колумбія, аверс

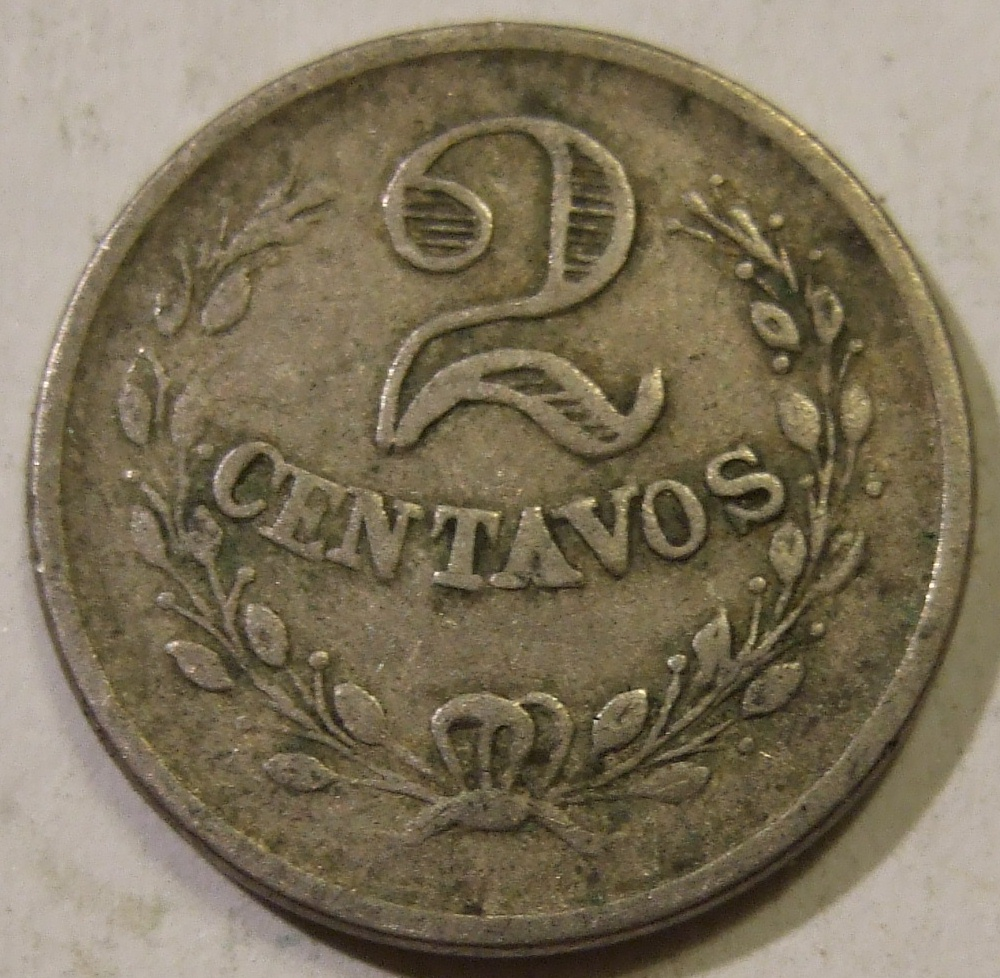
1921, монета 2 сентаво, Колумбія, реверс

Найстаріший випуск спеціальних грошей для лепрозоріїв був здійснений в 1901 році для трьох лепрозоріїв в Колумбії: Агуа-де-Діос, Кано-де-Лоро, і Контратасьйон. Були випущені монети 5 номіналів: 2.5 сентаво, 5 сентаво, 10 сентаво, 20 сентаво, 50 сентаво. На них був викарбуваний напис «Республіка Колумбія 1901». Ці монети були випущені після першого конгресу з вивчення лепри в Берліні в 1897 році.

## Спеціальні монети, випущені в США
Між 1919 і 1952, спеціальні монети використовувалися в лепрозорії «колонія Пало-Секо» в зоні Панамського каналу. Монети номіналом в 1 цент, 5 центів, 10 центів, 25 центів, 50 центів і один долар були викарбувані в Сполучених Штатах, з діркою в центрі монет.

## Філіппіни
У 1913 році, спеціальні алюмінієві монети були викарбувані в Манілі для використання в колоніях для прокажених на Філіппінах. У 1947 році, після закінчення японської окупації під час Другої світової війни, були випущені паперові гроші для колонії Куліон.

## Японія
У 1919 році, спеціальні монети були викарбувані для санаторію Тама Дзенсюн, а потім і для інших лепрозоріїв Японії. Для японських випусків характерно, що монети і в деяких випадках гроші з паперу або пластика були випущені самим санаторієм, а не урядом. Однак, пацієнти все одно віддавали перевагу банкнотам або монетам Японського Банку. Коли пацієнти були госпіталізовані, їх гроші обмінювалися на особливі платіжні знаки, тому фактично система особливих грошей служила для їхньої сегрегації. У деяких санаторіях, спеціальні монети (банкноти) використовувалися для виплати допомоги для бідних пацієнтів. До 1955 році ця система була скасована в Японії; приводом послужило її використання у ряді випадків для злочинних цілей.

## Малайзія
У 1936 році, бони номіналами в 5 центів, 10 центів і 1 долар були випущені в поселенні Сунг Булох в Малайзії. На них були написи чотирма мовами. Директор лепрозорію, доктор Гордон Олександр Райрі, відправив ці спеціальні банкноти на експертизу, яка встановила, що банкноти не переносили проказу. Всі спеціальні купюри були спалені на багатті в 1938 році.

## Інші країни
Лепрозорні гроші існували також у Бразилії, Китаї, Коста-Риці, Кореї, Нігерії, Таїланді та Венесуелі.